# Подуване
Подуването е преходно ненормално уголемяване на част от тялото или област, причинено от натрупване на интерстициална течност в тъканите. То може да засегне цялото тяло или да повлияе на определена част или орган от него. Подуването обикновено не е опасно и е често срещана реакция при възпаление или нараняване.
Подуването се счита за една от петте характеристики на възпалението, заедно с болката, топлината, зачервяването и нарушаването на функцията на засегнатия орган.
В отговор на нараняване част от тялото може да набъбне, да се инфектира или да доведе до заболяване. Подуването, особено на глезена, може да възникне, ако течностите из тялото не циркулират добре.
Масивно подуване е често срещан признак при тежко болни хора. Въпреки че слабото подуване може да бъде трудно за откриване с нетренирано око, особено при хора с наднормено тегло, масивното подуване е много очевидно.
Понякога тялото прекалява и реакцията на подуване е прекомерна. Когато това се случи, подуването може да започне да причинява повече вреда, отколкото полза.

## Видове подувания
Травматични подувания се развиват веднага след травма, като хематом или дислокация.
Вродени подувания са налице след раждане, като хемангиома или менингоцела. Някои вродени подувания не могат да бъдат открити до по-късен етап от живота, като например разклонената, дермоидната или тиреоглосалната киста.
Възпалителното подуване може да бъде остро или хронично. Остри подувания са зачервяване, местна треска, болка и нарушение на функцията на засегнатия орган. Хроничните възпалителни подувания ще доведат до остри възпалителни отоци, но в по-слаба форма. В този случай може да не настъпи подуване. Хроничните подувания могат да бъдат разграничени от неопластичните подувания поради факта, че за разлика от възпалителните подувания, неопластичните подувания никога не намаляват по размер.

## Причини
Различни причини могат да доведат до подуване. Някои от тях са алергична реакция, целулит, контактен дерматит, екзема, копривна треска, ухапване или ужилване от насекомо и инфекция на кожата.
По-сериозни масивни подувания могат да бъдат причинени от бери-бери, цьолиакия, някои лекарства, цироза на черния дроб, хроничен хепатит, сърдечна недостатъчност, филариатоза, гломерулонефрит, бъбречни заболявания, малабсорбция, недохранване, нефрит, бременност, предменструален синдром, недостиг на протеини, проблеми с щитовидната жлеза, язвен колит, разширени вени и други.
Някои възможни причини за подуване на крайника включват алергична реакция, рак, лимфна обструкция, слънчево изгаряне и венозна тромбоза.

## Лечение
Въпреки че е възможно лекото подуване да си отиде самостоятелно, няколко неща могат да бъдат направени за облекчаване на симптомите или за ускоряване на процеса. Важно е подуването да се лекува бързо, защото то се случва моментално след инцидента, който го е причинил.
Методът за първа помощ на RICE (от английски: Rest, Ice, Compression and Elevation – почивка, лед, компресия и повдигане) за защита на засегнатата област отдавна се преподава като краткосрочно решение.
Известно е, че увеличаването на приема на кислород спомага за намаляване на набъбването.